# MTV Europe Music Award al miglior artista America Latina meridionale
L'MTV Europe Music Award al miglior artista America Latina meridionale (MTV Europe Music Award for Latin American South) è uno dei premi principali degli MTV Europe Music Awards, che viene assegnato dal 2012.

## Albo d'oro

### Anni 2010
| Anno | Vincitore | Nominati                                                                          |
| ---- | --------- | --------------------------------------------------------------------------------- |
| 2012 | Axel      | - Babasónicos - Campo - Miranda! - Tan Biónica                                    |
| 2013 | Airbag    | - Illya Kuryaki and the Valderramas - No Te Va Gustar - Rayos Laser - Tan Biónica |
| 2014 | Miranda!  | - Babasónicos - Banda de Turistas - Tan Biónica - Maxi Trusso                     |
| 2015 | Axel      | - Indios - Maxi Trusso - No Te Va Gustar - Tan Biónica                            |
| 2016 | Lali      | - Babasónicos - Illya Kuryaki and the Valderramas - Será Pánico - Tini            |
| 2017 | Lali      | - Airbag - Carajo - Indios - Oriana                                               |
| 2018 | Lali      | - Duki - Los Auténticos Decadentes - Paulo Londra - Tini                          |
| 2019 | J Mena    | - Lali - Cazzu - Paulo Londra - Tini                                              |

### Anni 2020
| Anno | Vincitore | Nominati                                           |
| ---- | --------- | -------------------------------------------------- |
| 2020 | Lali      | - Cazzu - Khea - Nicki Nicole - Tini               |
| 2021 | Tini      | - Duki - Nicki Nicole - María Becerra - Trueno     |
| 2022 | Tini      | - Bizarrap - Duki - María Becerra - Tiago PZK      |
| 2023 | Lali      | - Bizarrap - Duki - Fito Páez - Nicki Nicole       |
| 2024 | Dillom    | - Emilia Mernes - Luck Ra - María Becerra - Trueno |